# Confide in Me
Confide in Me este un cântec dance-pop cu elemente de trip hop, interpretat de cântăreața Kylie Minogue și compusă de Steve Anderson, Dave Seaman și Owain Barton. A fost produs de Brothers in Rhythm și a avut o recepție pozivită din partea criticii muzicale. Confide in Me a fost primul single de pe al cincilea album de studio al cântăreței, Kylie Minogue, fiind lansat în august 1994. A fost înregistrat la Londra.
Single-ul a ajuns pe locul 2 în Marea Britanie și a petrecut cinci săptămâni pe prima poziție în Australia. A fost un hit modest în Billbord Dance Chart, atingând locul 39. Confide in Me a primit 3 premii ARIA Music pentru „Cel mai bine vândut single australian”, „Cel mai bun videoclip” și „Cel mai bine vândut track dance” în 1994. 

## Legături externe
- Versurile complete ale acestei piese pe MetroLyrics